# Portugees-Israëlietische Gemeente
De Portugees-Israëlietische Gemeente, ook wel Portugees-Israëlitisch Kerkgenootschap (P.I.K.) en in het Hebreeuws קהל קדוש תלמוד תורה, is een Nederlandse Joodse gemeente. Deze gemeente verenigt alle Sefardische joden in Nederland. De gemeente beschikt over twee synagogen: de Portugese Synagoge in Amsterdam en de in 1995 geopende Esnoga te Amstelveen.
De gemeente beschrijft zichzelf in 2021 als "een orthodox-Sefardische gemeente, die is gehecht aan haar tradities en gebruiken, met een open blik op de buitenwereld".

## Organisatie
De Portugees-Israëlietische Gemeente wordt bestuurd door het College van Parnassim, ook wel Ma’amad genoemd. De leden van het College worden gekozen door de leden van de gemeente van 18 jaar en ouder. 

## Synagogen
De gemeente beschikt over twee synagogen: de immense eeuwenoude Portugese Synagoge (‘Esnoga’) aan het Mr. Visserplein, nabij het Waterlooplein in Amsterdam, en de in 1995 geopende Esnoga te Amstelveen. In beide zijn verschillende keren per week bijeenkomsten. De aan het Portugees ontleende term ‘Esnoga’ wordt in het dagelijks gebruik verkort tot Snoge.

## Begraafplaats
De Portugees-Israëlietische Gemeente beheert de begraafplaats Beth Haim (Huis des Levens) in Ouderkerk aan de Amstel. Het is Nederlands oudste joodse begraafplaats en er zijn zo'n 28.000 mensen begraven. Op maandag 30 november 2020 is daar het Coronelpaviljoen in gebruik genomen, genoemd naar de voormalige voorzitter van de Parnassim, Jacques Senior Coronel.

## Geschiedenis
De gemeente werd opgericht in 1639 in Amsterdam en is daarmee de oudste Joodse gemeente in Nederland. Het was een samenvoeging van drie oudere Sefardische gemeenten die in Amsterdam waren opgericht, Bet Jacob uit 1610, of 1602, Neve Salom tussen 1608 en 1612 en Bet Israel (huis van Israël) in 1618. Voor Bet Jacob wordt ook wel de oprichtingsdatum 1597 genoemd.
De oprichters waren Portugese Joden die Antwerpen ontvluchtten toen dat onder Spaans bewind kwam. Zij waren eerder al gevlucht uit Spanje en Portugal om te ontkomen aan de Spaanse inquisitie.  De voertaal was in eerste instantie Portugees. Toen de gemeenteleden, veelal joden die zich gedwongen hadden moeten bekeren tot het christendom, marranen, het Hebreeuws weer konden verstaan en gebruiken, werd de eredienst in het Hebreeuws gehouden.

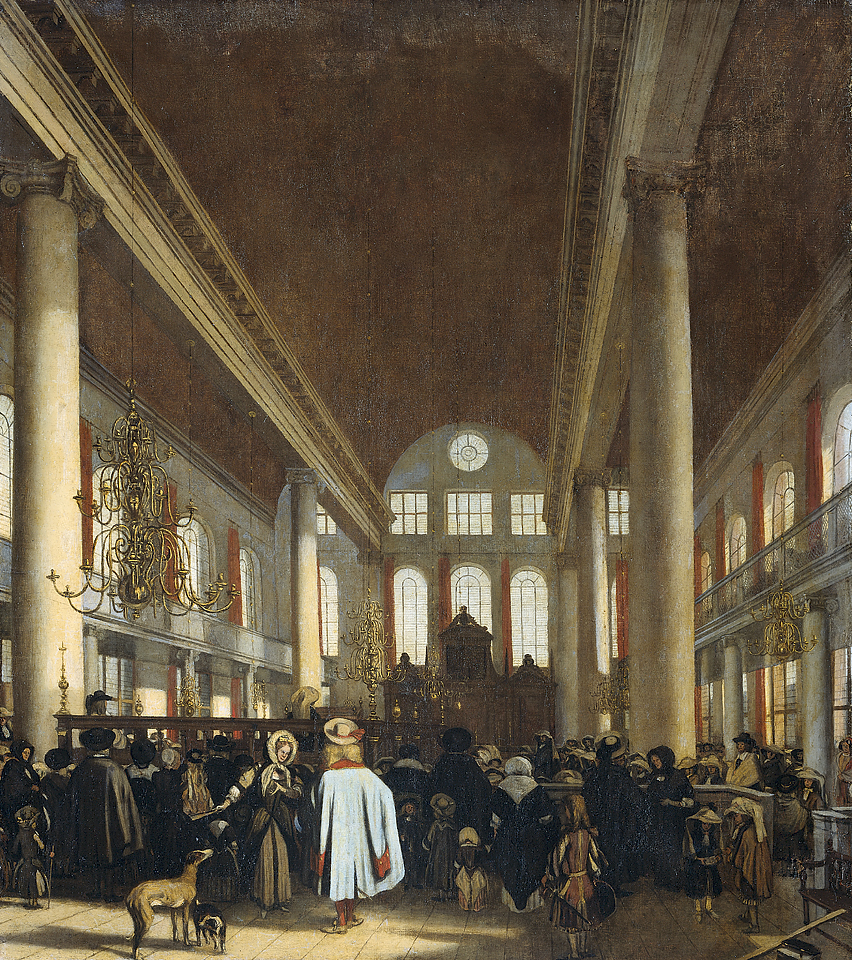
Interieur van de Portugese synagoge te Amsterdam, schilderij Emanuel de Witte, ca. 1680.

Bet Israël gebruikte een voormalig pakhuis op de Houtgracht (het latere Waterlooplein) als synagoge. De drie gemeenten werkten vanaf 1622 samen totdat ze in 1639 opgingen in één nieuwe gemeente met de naam Talmoed Tora. Sinds de oprichting in 1639 wordt er een begrafenisregister bijgehouden.
De synagoge van Bet Israel werd uitgebreid met twee percelen en een tuin en ging dienen als centrale synagoge. In 1642 brachten stadhouder Frederik Hendrik en zijn vrouw Amalia van Solms een bezoek aan het gebedshuis, hetgeen een erkenning was van de Portugees-joodse gemeenschap in Amsterdam.
In 1675 werd de Portugese Synagoge op het Jonas Daniel Meijerplein gebouwd, die nog steeds bestaat en als synagoge wordt gebruikt. Het was destijds de grootste synagoge ter wereld.

### Spinoza
De gemeente sprak in 1656 een banvloek uit over Spinoza, vanwege zijn felle kritiek op de letterlijke uitleg van de Bijbel door zijn tijdgenoten. Eind 2021 ontstond er commotie naar aanleiding van een geplande documentaire rondom Spinoza. Omdat het Rabbinaat niet wilde dat er in het Snogecomplex hierover gefilmd zou worden en omdat het rabbinaat niet wilde meewerken aan een interview. De onderzoeker Yitzhak Melamed, werkzaam aan de Johns Hopkins University en aan de Hebreeuwse Universiteit van Jeruzalem werd door het rabbinaat zonder instemming van het College van Parnassim persona non grata verklaard. Het College van Parnassim kwam, nadat Melamed dit bekend had gemaakt, daar in een latere brief op terug en verklaarde dat Melamed van harte welkom was in de Synagoge en in de bibliotheek. Naar aanleiding van deze affaire werd eind 2021 het contract met Serfaty door het bestuur niet verlengd.
Net als na een wetenschappelijk debat in 2015 en in lijn met het eeuwenlange standpunt werd in 2021 door het rabbinaat bevestigd dat de ban op Spinoza gehandhaafd blijft.

### Shoa
Tot de Tweede Wereldoorlog waren er Sefardische gemeenten in Den Haag, Naarden, Rotterdam en Middelburg. Als gevolg van de Shoa (de massamoord op Joden door de nazi's tijdens de Tweede Wereldoorlog) is het ledental ernstig gereduceerd. Van de 4.300 Portugese Joden werden 3.700 vermoord. Hierdoor bestaat het naoorlogse P.I.K. nog formeel uit één gemeente in Amsterdam.

### Bekende leden
Bekende leden van de gemeente waren:
- Rabbi Menasseh Ben Israel (1604-1657)
- Haham Jacob Sasportas (1610-1698)
- Aron de Pinto (1710-1785), Isaac de Pinto (1717-1787) en Jacob de Pinto.
- Samuel Sarphati (1813-1866)
- Rabbijn Dr Benjamin Ricardo (1872-1944)
- Uri Coronel (1946-2016)

## Website
- https://www.esnoga.com/